# Luxolo Adams
Luxolo Adams (né le 1er août 1996) est un athlète sud-africain, spécialiste du sprint.

## Biographie
En mars 2018, il porte à 20 s 01 son record sur 200 m à Paarl.

## Palmarès
| Date | Compétition            | Lieu             | Résultat | Épreuve   | Temps   |
| ---- | ---------------------- | ---------------- | -------- | --------- | ------- |
| 2018 | Coupe du monde         | Londres          | 2e       | 200 m     | 20 s 45 |
| 2018 | Coupe du monde         | Londres          | 3e       | 4 x 100 m | 38 s 53 |
| 2018 | Championnats d'Afrique | Asaba            | 3e       | 200 m     | 20 s 60 |
| 2018 | Ligue de diamant       | Ligue de diamant | 7e       | 200 m     | 20 s 51 |
| 2022 | Championnats du monde  | Eugene           | 8e       | 200 m     | 20 s 47 |

## Records
| Épreuve | Temps   | Lieu  | Date         |
| ------- | ------- | ----- | ------------ |
| 200 m   | 19 s 82 | Paris | 18 juin 2022 |